# 山口県済生会下関総合病院
社会福祉法人恩賜財団済生会支部 山口県済生会下関総合病院（しゃかいふくしほうじんおんしざいだんさいせいかいしぶ　やまぐちけんさいせいかいしものせきそうごうびょういん）は、山口県下関市にある恩賜財団済生会に属する急性期病院。
救急告示病院、地域がん診療連携拠点病院、輪番制2次救急指定病院、地域小児救急医療拠点病院、地域医療支援病院、地域周産期母子医療センター、地域災害拠点病院である。

## 沿革
- 1924年（大正13年）3月 - 下関市長崎町に恩賜財団済生会委嘱による下関診療所開設
- 1939年（昭和14年）4月 - 下関市上田中町に病床数50床の下関病院開設
- 1959年（昭和34年）3月 - 下関市新町に病床数119床で新築移転
- 1967年（昭和42年）5月 - 中央棟を増設、病床数175床となる
- 1973年（昭和48年）4月 - 中央棟を一部増築、病床数225床となる
- 1977年（昭和52年）3月 - 外来棟を増築、既設棟を改築、病床数300床となる
- 1980年（昭和55年）9月 - 地下1階を増築、病床数350床となる
- 1984年（昭和59年）8月 - 周産期母子センター23床増床し、病床数373床となる
- 2000年（平成12年）4月 - 居宅介護支援事業所を開設
- 2003年（平成15年）4月 - 臨床研修指定病院の許可
- 2005年（平成17年）4月 - 下関市安岡町に新病院を新築移転[5][6][7][8][9][10]
- 2007年（平成19年）5月 - 日本医療機能評価機構認定を取得(Ver.5.0)
- 2009年（平成21年）4月 - DPC対象病院へ移行
- 2009年（平成21年）6月 - 院外処方へ完全移行
- 2010年（平成22年）8月 - 新管理棟完成
- 2011年（平成23年）11月 - 地域医療支援病院の承認
- 2011年（平成23年）12月 - 災害拠点病院の指定
- 2012年（平成24年）5月 - 日本医療機能評価機構認定を取得（Ver.6.0）
- 2015年（平成27年）4月 - 地域がん診療連携拠点病院の指定
- 2017年（平成29年）5月 - 日本医療機能評価機構認定を取得（3rdG）[1]

## 特色
1. がん治療
2. 周産期医療[11][12]
3. 救急医療
4. 病診連携（地域医療連携）[13]
5. 腎移植[14]
6. 循環器疾患[15]

## 医療機関の認定
この節の出典
- 保健医療機関
- 労災保険指定医療機関
- 臨床研修病院
- 指定自立支援医療機関（更生医療）
- 指定自立支援医療機関（育成医療）
- 指定自立支援医療機関（精神通院医療）
- がん診療連携拠点病院
- 医療保護施設
- 結核指定医療機関
- 指定小児慢性特定疾患医療機関
- 戦傷病者特別援護法指定医療機関
- 原子爆弾被害者医療指定医療機関
- 母体保護法指定医の配置されている医療機関
- 災害拠点病院
- 小児救急医療拠点病院
- 身体障害者福祉法指定医の配置されている医療機関
- 生活保護法指定医療機関
- 特定疾患治療研究事業委託医療機関
- 指定養育医療機関
- DPC対象病院
- 無料低額診療事業実施医療機関
- 原子爆弾被害者一般疾病医療取扱医療機関
- 公害医療機関
- 地域医療支援病院

## 人材育成
看護部門を中心とした人材育成と安全管理の取り組みで知られている。

## 新病院
下関市貴船町にあった旧施設(現在の済生会貴船福祉ケアセンター)は築30年以上を経過して老朽化し、かつ必要に応じて増改築を繰り返してきたので非絹的になっていたため、2005年に下関市安岡の敷地約六万平方メートルに新築移転している。旧病院は33診療科、373床で、同規模での新築移転となった。当初は2001年度内に設計案をまとめ、2002年に着工、2004年に開業の予定であった。構築物のデザインについては横河建築設計事務所、山下設計、日本設計、日建設計、内藤建築事務所、佐藤総合計画、久米設計の7業者による入札が2000年10月に実施されたが著しい低価格での入札であったために安全面での懸念があり病院側が求める基準に見合わないと判断された。改めてプロポーザル方式で上記7業者から提案を募った。学識経験者や済生会山口県支部関係者など6人で構成される審査委員会がプランの選定を行い、久米設計のプランが選ばれた。施行については4件の入札があり、2003年4月に大成建設が代表の共同企業体（JV）が中心となって請け負った。

## アクセス
- 車 - 下関ICを豊浦方面へ約20分
- 電車
  - 新下関駅（東口）下車、バスで安岡駅方面へ乗車（約15分）
  - 安岡駅下車、バスで新下関駅方面へ乗車（約10分）[25]